# 藤本哲子
藤本 哲子（ふじもと のりこ、1974年3月19日 - ）は広島県出身の日本の柔道家。66kg級の選手。身長166cm

## 人物
黒瀬中学から千葉県の松戸馬橋高校へ進んで柔道部監督の菊川慶一の指導を受けると、1年の時には高校選手権の66kg級で決勝で熊本西高校2年の宮家江美を技ありで破って優勝を飾った。2年の時には高校選手権の準々決勝で柳川高校1年の佐野奈津子に判定で敗れて5位に終わった。
1992年には東海大学へ進学すると、1年の時には正力杯の決勝で福岡大学3年の多田尾優子を破って優勝した。優勝大会の決勝では国士舘大学と対戦して室勝美を技ありで破って1-1にしたものの、大将戦でエースの松尾徳子が相手エースの五十嵐準子に技ありで敗れたために2位に終わった。強化選手選考会では決勝でミキハウスの佐々木光に敗れて2位だった。福岡国際とハンガリー国際では3位になった。2年の時には正力杯の決勝で昨年に続いて多田尾を破って2連覇を飾った。体重別では3位となった。アジア選手権でも3位だった。3年の時には正力杯と強化選手選考会で3位だった。4年の時には正力杯決勝で拓殖大学3年の中市陽子を破って、今大会2年ぶり3度目の優勝を飾った。
1996年にはダイコロの所属となると、全日本女子選手権では準々決勝で明治大学2年の阿武教子に判定で敗れるも5位になった。実業個人選手権では決勝で住友海上の木本奈美に敗れて2位にとどまった。
引退後は瀬戸内高校の教員に就いた。また、結婚して樽谷姓となると、樽谷塾の指導者となった。さらには、全日本柔道連盟の総務委員にも就任した。2017年の全日本選手権では天野安喜子などとともに今大会における女性初の審判員に選出された。

## 主な戦績
- 1990年 -　高校選手権　優勝
- 1991年 -　高校選手権　5位
- 1992年　- 正力杯　優勝
- 1992年 -　優勝大会　2位
- 1992年　- 強化選手選考会 2位
- 1992年　- 福岡国際　3位
- 1993年　- ハンガリー国際　3位
- 1993年　- 正力杯　優勝
- 1993年 -　体重別　3位
- 1993年 -　アジア選手権　3位
- 1994年　- 正力杯 3位
- 1994年　- 強化選手選考会 3位
- 1995年　- 正力杯　優勝
- 1996年　- チェコ国際　3位
- 1996年　- 全日本女子選手権　5位
- 1996年　- 実業個人選手権　2位
- 1997年　- 実業個人選手権　3位
- 2001年　- 実業個人選手権　3位(63kg級)

(出典、JudoInside.com)。